# Petronila Infantes
Petronila Infantes (La Paz, 29 de junho de 1911 — La Paz, 8 de outubro de 1991), conhecida também como Doña Peta, foi uma anarquista e sindicalista boliviana. Foi fundadora do Sindicato de Culinarias y Ramas Afines, um sindicato predecessor da Federação Operária Feminina criado em 1927 e refundado sob a liderança de Infantes em 1940. Foi uma liderança relevante do movimento anarquista feminino em seu país.

## Biografia
Nasceu em La Paz, mas ainda nova foi viver em Eucaliptus. Ali trabalhou para uma companhia norte-americana junto a seu pai, mas ele morreu quando ela era muito jovem, pelo que começou a trabalhar como cozinheira. Mais tarde casou-se e durante seu primeiro casamento teve um filho chamado José Enrique e uma filha chamada Alicia.

## Reivindicações

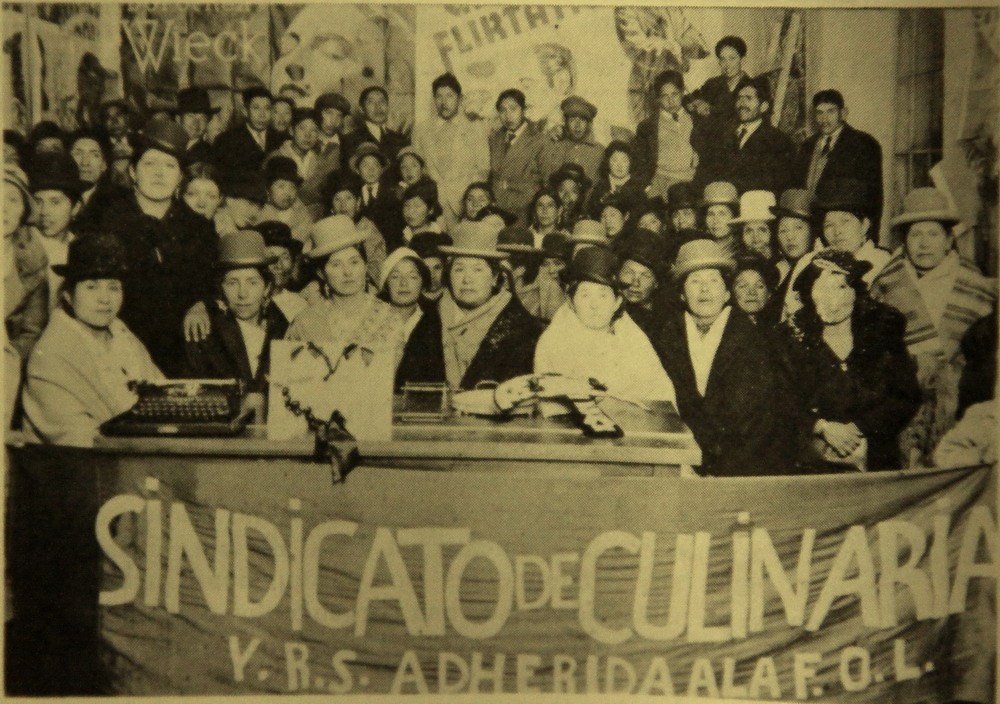
Sindicato de Culinarias, do qual Infantes foi liderança e sócia

Uma de suas mais conhecidas demandas foi a luta contra a proibição de uso do bonde às cholas que comercializavam produtos ou realizavam o trabalho de culinárias, e utilizavam o serviço na cidade de La Paz para transportar alimentos e mercadoria. Segundo Infantes, a pessoas que defendiam esta proibição argumentavam: «que ao subir [...] rasgávamos-lhes as meias e incomodávamos-lhes com os cestos».

## Legado
Organizações sindicais contemporâneas, como a Federación Nacional de Trabajadoras del Hogar de Bolivia, reconhecem a Infantes como uma de suas precursoras.